# Eric McManus
Eric McManus (Limavady, 14 novembre 1950) è un ex calciatore nordirlandese, di ruolo portiere.

## Carriera
Dopo aver giocato in Irlanda del Nord nelle giovanili del Coleraine, nel 1969, all'età di 19 anni, va a giocare in Inghilterra al Coventry City, club di prima divisione, con cui esordisce tra i professionisti giocando 2 partite di campionato; rimane agli Sky Blues anche nelle stagioni 1970-1971 e 1971-1972, nelle quali gioca ulteriori 2 partite ciascuna in prima divisione, a cui aggiunge anche una presenza nella Coppa delle Fiere 1970-1971. Nell'estate del 1972 si trasferisce al Notts County, in terza divisione: nella sua prima stagione in bianconero gioca 4 partite e conquista una promozione in seconda divisione, categoria nella quale gioca poi da titolare per sei stagioni consecutive, ovvero tutte quelle comprese tra il 1973 ed il 1979, per complessive 225 presenze in questa categoria.
Nell'estate del 1979 viene ceduto allo Stoke City, in prima divisione; non trovando spazio, dopo pochi mesi passa però in prestito al Lincoln City: qui, conclude la stagione 1979-1980 giocando 21 partite in quarta divisione; rimane poi alle Potteries per un ulteriore biennio, trascorso integralmente con il ruolo di riserva del portiere titolare Peter Fox: gioca infatti solamente 4 partite di campionato, tutte nel campionato 1981-1982 (arrivando così ad un totale di 10 presenze in carriera in massima serie). Dal 1982 al 1985 è invece titolare al Bradford City, club di terza divisione, con cui nella stagione 1984-1985 vince il campionato, trascorrendo però l'intera stagione successiva, in seconda divisione, con il ruolo di portiere di riserva, trascorrendo anche un breve periodo in prestito al Middlesbrough (con cui gioca 2 partite in seconda divisione) ed un periodo più lungo in prestito al Peterborough Utd (con cui gioca 18 partite in quarta divisione). Trascorre infine una stagione da riserva in quarta divisione al Tranmere (3 presenze) per poi ritirarsi nel 1988 all'età di 38 anni dopo un'ultima stagione con i semiprofessionisti del Boston Utd.

## Palmarès

### Club

#### Competizioni nazionali
- Third Division: 1

Bradford City: 1984-1985

#### Competizioni regionali
- Lincolnshire Senior Cup: 1

Boston United: 1987-1988